# Caza con águilas
La caza con águilas es una forma tradicional de cetrería que se encuentra en la estepa euroasiática, practicada por los kazajos y kirguís en las Kazajistán y Kirguistán contemporáneas, así como en las diásporas en las provincias de Bayan-Ölgiy, Mongolia y Sinkiang, China. Aunque las personas de estos pueblos son más famosas por cazar con el águila real, se sabe que entrenan azores del norte, halcones peregrinos, halcones sacre y otros.

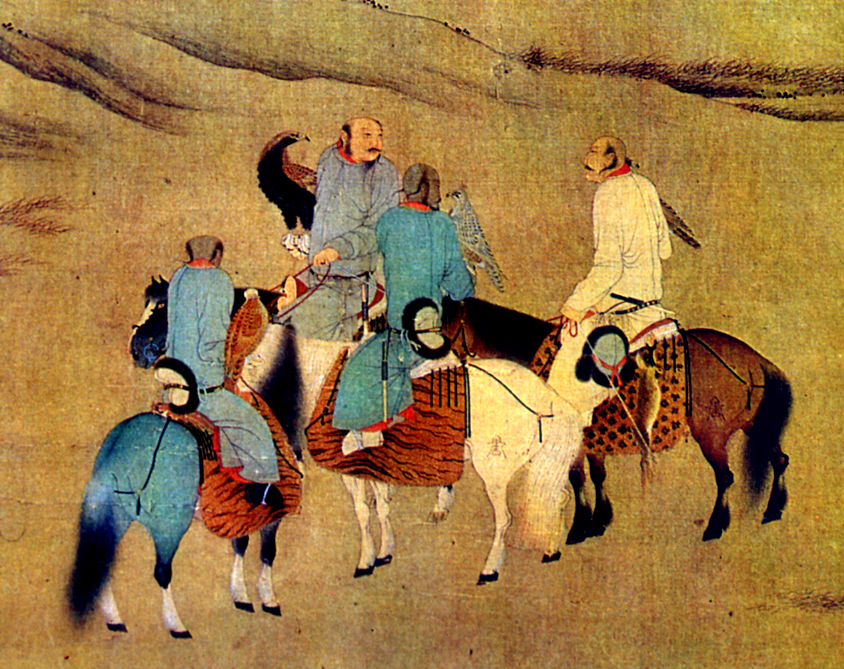
Cazadores de águilas de Kitán a caballo, (Dinastía Song).

## Terminología
Tanto en kazajo como en kirguís, hay términos separados para aquellos que cazan con aves de presa en general, y aquellos que cazan con águilas. 
En kazajo, tanto el término qusbegi como sayatshy se refieren a los cetreros en general. Qusbegi proviene de las palabras qus ("pájaro") y bek ("señor"), traduciéndose así literalmente como "señor de los pájaros". En turco antiguo, Kush Begi era un título usado por los asesores más respetados del Kan, lo que refleja el valioso papel del cetrero de la corte. Sayatshy proviene de la palabra sayat ("cetrería") y del sufijo -shy, que se usa para títulos profesionales en idiomas turcos. La palabra kazaja para cetreros que cazan con águilas es bürkitshi, de bürkit ("águila real"), mientras que la palabra para los que usan azores es qarshyghashy, de qarshygha ("Azor"). 
En kirguís, la palabra general para cetreros es münüshkör. Un cetrero que caza específicamente con águilas es un bürkütchü, de bürküt ("águila real").

## Historia

### Kitanos
En el 936-45 d. C., los kitanos, un pueblo nómada de Manchuria, conquistaron parte del norte de China. En el año 960 d. C., China fue conquistada por la dinastía Song. Desde sus inicios, la dinastía Song no pudo controlar completamente a los kitanos que ya habían asimilado gran parte de la cultura china. A lo largo de sus 300 años de gobierno, los Song tuvieron que rendir homenaje a Kitán para evitar que conquistaran más de sus territorios. A pesar de que los kitanos asimilaron la cultura china, conservaron muchas tradiciones nómadas, incluida la caza con águilas.

### Yurchen
Muchas tribus yurchen cazaban al hai dong qing, los kitán intentaron cazar al águila por la fuerza, pero esto no terminó favoreciéndoles. Los yurchen iniciaron una revuelta contra ellos, lo que les permitió recuperar el acceso al hai dong qing que habían cazado previamente. 

### Kirguís
En 1207, los nómadas kirguís se rindieron frente al hijo de Genghis Khan, Jochi. Bajo el dominio mongol, los kirguís conservaron su cultura nómada y la tradición de cetrería de águila hasta la década de 1990. Los arqueólogos rastrean la cetrería en Asia Central hasta el primer o segundo milenio antes de Cristo.

### Kazajos

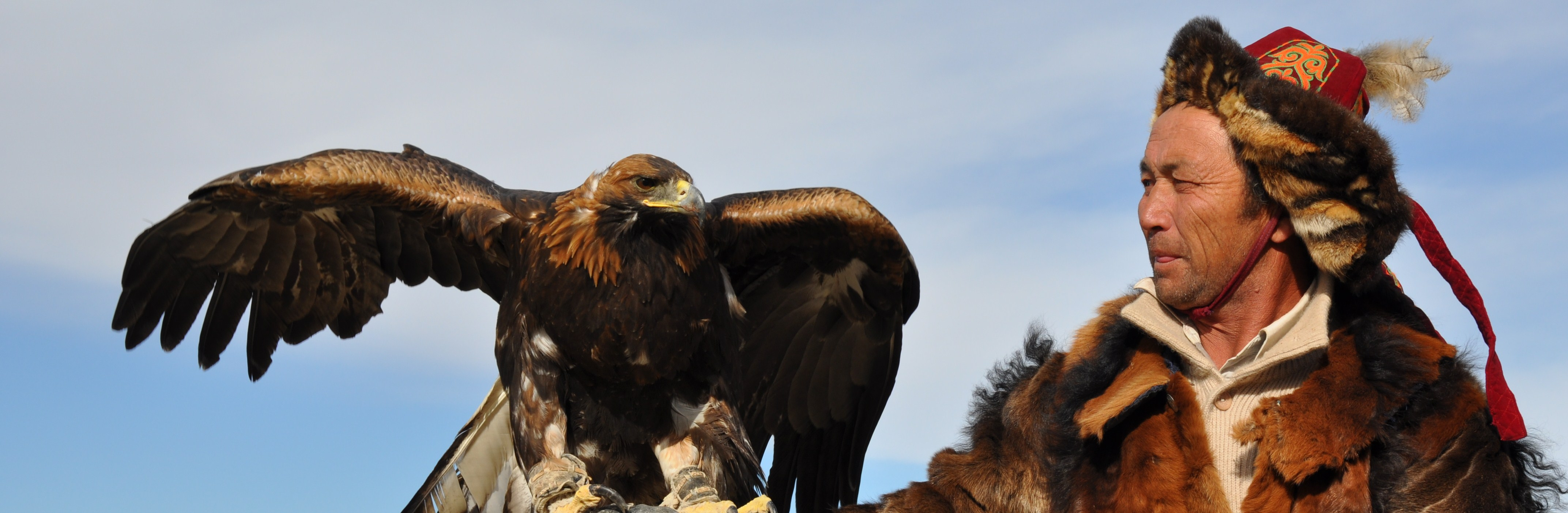
Cazador de águilas kazajo en el parque nacional Altái Tavan Bogd, Mongolia.

Durante el período comunista en Kazajistán, muchos kazajos huyeron a Mongolia, estableciéndose en la provincia de Bayan-Ölgii y trayendo con ellos su tradición de caza con águilas. Se estima que hay 250 cazadores de águilas en Bayan-Ölgii, que se encuentra en las montañas de Altái en el oeste de Mongolia. Su costumbre de cetrería consiste en cazar con águilas doradas a caballo, y principalmente cazan zorros rojos y zorros corsac. Usan águilas para cazar zorros y liebres durante los fríos meses de invierno, cuando es más fácil verlos en la nieve. Cada mes de octubre, las costumbres de caza del águila kazaja se exhiben en el Festival anual del Águila Dorada. Aunque el gobierno de Kazajistán ha hecho esfuerzos para atraer a los practicantes de estas tradiciones kazajas de regreso a Kazajistán, la mayoría de los kazajos han permanecido en Mongolia.

## Otras lecturas
- Agudo, Dennis. 2014. 'El proyecto de cetrería de Asia Central'.
- Soma, Takuya. 2012. 'Cetrería contemporánea de Altái-Kazajo en Mongolia Occidental' The International Journal of Intangible Heritage (vol.7), pp.   103-111.
- Soma, Takuya. 2012. 'Etnoarqueología de la cetrería a caballo', La Conferencia Asiática sobre las Ciencias Sociales 2012 - Actas de la Conferencia Oficial, pp.   167–182.
- Soma, Takuya. 2012. 'Patrimonio cultural inmaterial de las artes y el conocimiento para coexistir con las águilas de oro: estudios etnográficos en "La caza del águila a caballo" de los halconeros de Altái-Kazakh ", El Congreso Internacional de Humanidades e Investigación en Ciencias Sociales, pp.   307–316.
- Soma, Takuya. 2012. 'El arte de la cetrería a caballo por los halconeros altái-kazajos'. En HERITAGE 2012 (vol.2) - Actas de la 3ª Conferencia Internacional sobre Patrimonio y Desarrollo Sostenible, editada por Rogério Amoêda, Sérgio Lira, y Cristina Pinheiro, pp.   1499–1506. Oporto: Instituto de la Línea Verde para el Desarrollo Sostenible. ISBN 978-989-95671-8-4 .
- Soma, Takuya. 2013. 'Estudio etnográfico de halcones kazajos de Altaza', Falco: el boletín informativo del Grupo de investigación Falcon de Oriente Medio 41, pp.   10–14.
- Soma, Takuya. 2013. 'Etnoarqueología de la antigua cetrería en el este de Asia', La Conferencia Asiática de Estudios Culturales 2013 - Actas de la Conferencia Oficial, pp.   81-95.